# Ernest Akouassaga
Ernest Akouassaga (ur. 16 września 1985 w Léconi) – gaboński piłkarz grający na pozycji środkowego obrońcy.

## Kariera klubowa
Karierę piłkarską Akouassaga rozpoczął w klubie AS Mangasport. W 2002 roku zadebiutował w jego barwach w pierwszej lidze gabońskiej. Zawodnikiem Mangasport był przez 2 lata.
W 2003 roku Akouassaga przeszedł do francuskiego Angers SCO. Grał w nim przez 3 lata, a w 2006 roku odszedł do Le Havre AC. Cały sezon 2006/2007 spędził w rezerwach tego klubu grając w czwartej lidze francuskiej.
W 2007 roku Akouassaga odszedł do gruzińskiego Olimpi Rustawi. W 2008 roku był na krótko wypożyczony do FC Zestaponi. Po 2 latach występów w lidze gruzińskiej wrócił do Francji i trafił do drugoligowego FC Nantes, gdzie zadebiutował 10 sierpnia 2009 w przegranym 0:1 wyjazdowym meczu z SM Caen. Następnie grał w AS Mangasport, AC Bongoville, UES Montmorillon i CA Neuville-de-Poitou.
| Sezon   | Klub                  | Kraj    | Rozgrywki            | Mecze | Bramki |
| ------- | --------------------- | ------- | -------------------- | ----- | ------ |
| 2002    | AS Mangasport         | Gabon   | Championnat National | ?     | ?      |
| 2003    | AS Mangasport         | Gabon   | Championnat National | ?     | ?      |
| 2003/04 | Angers SCO            | Francja | Ligue 2              | 0     | 0      |
| 2004/05 | Angers SCO            | Francja | Ligue 2              | 6     | 0      |
| 2005/06 | Angers SCO            | Francja | Ligue 2              | 12    | 4      |
| 2006/07 | Le Havre AC B         | Francja | CFA                  | 18    | 0      |
| 2007/08 | Olimpi Rustawi        | Gruzja  | Umaglesi Liga        | 10    | 0      |
| 2007/08 | FC Zestaponi          | Gruzja  | Umaglesi Liga        | 6     | 0      |
| 2008/09 | Olimpi Rustawi        | Gruzja  | Umaglesi Liga        | 6     | 0      |
| 2009/10 | FC Nantes             | Francja | Ligue 2              | 6     | 0      |
| 2010/11 | FC Nantes B           | Francja | CFA 2                | 1     | 0      |
| 2011/12 | AS Mangasport         | Gabon   | Championnat National | ?     | ?      |
| 2012/13 | AC Bongoville         | Gabon   | Championnat National | ?     | ?      |
| 2013/14 | AC Bongoville         | Gabon   | Championnat National | ?     | ?      |
| 2014/15 | UES Montmorillon      | Francja | VII liga             | ?     | ?      |
| 2015/16 | CA Neuville-de-Poitou | Francja | VII liga             | ?     | ?      |
| 2016/17 | CA Neuville-de-Poitou | Francja | VII liga             | ?     | ?      |

## Kariera reprezentacyjna
W reprezentacji Gabonu Akouassaga zadebiutował w 2004 roku. W 2010 roku został powołany przez selekcjonera Alaina Giresse’a do kadry na Puchar Narodów Afryki 2010.